# Нова Канайка
Нова Кана́йка (каз. Новая Канайка) — село у складі Уланського району Східноказахстанської області Казахстану. Входить до складу Айиртауського сільського округу.
Населення — 536 осіб (2021; 657 у 2009, 835 у 1999, 569 у 1989).
Національний склад станом на 1989 рік:
- казахи — 75 %
- росіяни — 21 %

У радянські часи село називалось також Канайка.